# Eelam People’s Revolutionary Liberation Front
Die Eelam People’s Revolutionary Liberation Front (EPRLF, Tamil ஈழமக்கள் புரட்சிகர விடுதலை முன்னணி, singhalesisch ඊලාම් ජනතා විප්ලවවාදී විමුක්ති පෙරමුණ, „Revolutionäre Befreiungsfront des Volkes von Eelam“) ist eine kleine politische Partei der tamilischen Minderheit in Sri Lanka.

## Geschichte
Die EPRLF wurde im Oktober 1981 in Kumbakonam, im indischen Tamil Nadu durch Kandasamy Pathmanabha, Douglas Devananda, Varatharaja Perumal, und Suresh Premachandran gegründet, nachdem diese sich von der Eelam Revolutionary Organisation of Students (EROS) abgespalten hatten. Das erklärte Ziel der neuen Gruppierung war die Bildung einer Massenbasis und die Vorbereitung der Bevölkerung auf den revolutionären Kampf für Tamil Eelam in Sri Lanka. Die EPRLF verwendete ein ausgeprägt marxistisches Vokabular und eine klassenkämpferische Rhetorik. Auf einem ersten Kongress vom 4. bis 10. Oktober 1981 proklamierte sie als ihr Ziel die „vollständige Befreiung Eelams“ vom „neofaschistischen Staat Sri Lanka“, die Gründung einer sozialistischen Gesellschaft, den „Kampf gegen Imperialismus, Zionismus und Rassismus“, da der „Kampf für Eelam nicht von anderen internationalen progressiven Kämpfen abgekoppelt werden“ könne, und den historischen und dialektischen Materialismus als ihre Philosophie und Richtschnur. Unter der Führung Devanandas baute die EPRLF auch einen militärischen Flügel, die People’s Liberation Army (PLA), auf. Die PLA erhielt ihr militärisches Training zu großen Teilen in geheimen Ausbildungslagern in Indien durch Instrukteure der Volksfront zur Befreiung Palästinas (PFLP) von George Habasch.
Mit den Tamil Tigers (LTTE) arbeitete die EPRLF anfänglich zusammen und im April 1985 formierte sich eine Allianz aller größeren tamilischen militanten Gruppen, die Eelam National Liberation Front (ENLF), bestehend aus TELO, EROS, EPRLF und LTTE. In den folgenden Jahren kam es jedoch zum Zerwürfnis, und als die EPRLF im November 1986 öffentlich die LTTE beschuldigte, für das Verschwinden des tamilischen Studenten Vijithiran verantwortlich zu sein kam es zur offenen Konfrontation. In einer großangelegten „Säuberungsaktion“ ab Dezember 1986 und in den folgenden Monaten ermordete die LTTE einen großen Teil der EPRLF-Kader und übernahm die Waffenlager der EPRLF.
Nach dem Verlust ihres militärischen Flügels und nach dem Indo-sri-lankischen Abkommen von 1987 wandelte sich die EPRLF von einer Terrororganisation in eine politische Partei um. 1987 spaltete sich auch ein Flügel unter Douglas Devanada unter dem späteren Namen Eelam People’s Democratic Party (EPDP) ab. Bei den unter Aufsicht der dort stationieren indischen Friedenssicherungstruppe (IPKF) abgehaltenen Wahlen zum Provinzialrat der Nordostprovinz gewann sie 41 der 71 Sitze und EPRLF-Führer Varatharaja Perumal wurde Präsident des Provinzialrates. Nach dem Rückzug der indischen Friedenssicherungstruppe 1990 erklärte sich der Provinzialrat in einer Entschließung zur „Regierung der Freien und Demokratischen Republik Eelam“, wonach er prompt vom sri-lankischen Präsidenten Ranasinghe Premadasa aufgelöst wurde.
Bei der Parlamentswahl in Sri Lanka 1989 kandidierte die EPRLF unter den Symbolen der Tamil United Liberation Front (TULF) und bei der Parlamentswahl 1994 als einzelne Partei. 1999 kam es zur Spaltung der EPRLF in einen Flügel unter Generalsekretär Suresh Premachandran und einen Flügel unter Varatharajah Perumal. Obwohl letzterer die Mehrheit der Parteimitglieder hinter sich sammelte, gelang es ersterem, die Anerkennung durch die Wahlkommission als legitimer Nachfolger der alten Partei mit allen ihren Besitztümern zu erlangen. Der Flügel unter Varatharajah Perumal löste sich daraufhin wenig später auf. Der Suresh-Premachandran-Flügel der EPRLF schloss sich 2001 mit anderen Tamilenparteien (TELO, ITAK und TULF) zu einer Wahlallianz, der Tamil National Alliance (TNA) zusammen. Die TNA besteht in variabler Zusammensetzung bis heute (Stand 2024). Bei der Parlamentswahl 2015 gewann die EPRLF einen der 16 TNA-Sitze im 225 Abgeordnete zählenden Parlament von Sri Lanka. Bei der folgenden Parlamentswahl 2020 verlor sie diesen wieder.